# Goodenia
Genre
Classification phylogénétique
Goodenia est un genre de 195 espèces d'angiospermes originaires d'Australie et des îles au nord du continent.
Le genre doit son nom au botaniste Samuel Goodenough.

## Espèces
- Goodenia affinis de Vriese
- Goodenia albiflora  Schltdl.
- Goodenia amplexans F.Muell.
- Goodenia anfracta J.M.Black
- Goodenia angustifolia Carolin
- Goodenia arachnoidea Carolin
- Goodenia arenicola Carolin
- Goodenia argillacea Carolin
- Goodenia armitiana F.Muell.
- Goodenia armstrongiana de Vriese
- Goodenia arthrotricha Benth.
- Goodenia atriplexifolia A.E.Holland & T.P.Boyle
- Goodenia azurea F.Muell.
- Goodenia bellidifolia  Sm.
- Goodenia benthamiana Carolin
- Goodenia berardiana (Gaudich.) Carolin
- Goodenia berringbinensis Carolin
- Goodenia bicolor  F.Muell. ex Benth.
- Goodenia blackiana Carolin
- Goodenia brachypoda (F.Muell. ex Benth.) Carolin
- Goodenia brunnea Carolin
- Goodenia byrnesii Carolin
- Goodenia calcarata (F.Muell.) F.Muell.
- Goodenia campestris Carolin
- Goodenia centralis Carolin
- Goodenia chambersii F.Muell.
- Goodenia chthonocephala Carolin
- Goodenia cirrifica F.Muell.
- Goodenia claytoniacea F.Muell. ex Benth.
- Goodenia coerulea R.Br.
- Goodenia concinna Benth.
- Goodenia convexa Carolin
- Goodenia coronopifolia R.Br.
- Goodenia corralina L.W.Sage & K.A.Sheph.
- Goodenia corynocarpa F.Muell.
- Goodenia crenata Carolin & L.W.Sage
- Goodenia cusackiana (F.Muell.) Carolin
- Goodenia cycloptera R.Br.
- Goodenia cylindrocarpa Albr.
- Goodenia debilis A.E.Holland & T.P.Boyle
- Goodenia decurrens R.Br.
- Goodenia decursiva W.Fitzg.
- Goodenia delicata Carolin
- Goodenia dimorpha Maiden & Betche
- Goodenia disperma F.Muell.
- Goodenia drummondii Carolin
- Goodenia durackiana Carolin
- Goodenia dyeri K.Krause
- Goodenia eatoniana F.Muell.
- Goodenia elaiosoma Cowie
- Goodenia elderi F.Muell. & Tate
- Goodenia elongata Labill.
- Goodenia eremophila E.Pritz.
- Goodenia expansa A.E.Holland & T.P.Boyle
- Goodenia fascicularis F.Muell. & Tate
- Goodenia fasciculata (Benth.) Carolin
- Goodenia faucium Carolin
- Goodenia filiformis R.Br.
- Goodenia fordiana Carolin
- Goodenia forrestii F.Muell.
- Goodenia geniculata R.Br.
- Goodenia gibbosa Carolin
- Goodenia glabra R.Br.
- Goodenia glandulosa K.Krause
- Goodenia glareicola Carolin
- Goodenia glauca F.Muell.
- Goodenia gloeophylla Carolin
- Goodenia glomerata Maiden & Betche
- Goodenia goodeniacea (F.Muell.) Carolin
- Goodenia gracilis R.Br.
- Goodenia grandiflora Sims
- Goodenia granitica L.W.Sage & K.A.Sheph.
- Goodenia gypsicola Symon
- Goodenia halophila Albr.
- Goodenia hartiana L.W.Sage
- Goodenia hassallii F.Muell.
- Goodenia havilandii Maiden & Betche
- Goodenia heatheriana L.W.Sage
- Goodenia hederacea Sm.
- Goodenia helmsii (E.Pritz.) Carolin
- Goodenia heppleana (W.Fitzg.) Carolin
- Goodenia heterochila F.Muell.
- Goodenia heteromera F.Muell.
- Goodenia heterophylla Sm.
- Goodenia heteroptera (F.Muell.) B.D.Jacks.
- Goodenia hirsuta F.Muell.
- Goodenia hispida R.Br.
- Goodenia holtzeana (Specht) Carolin
- Goodenia humilis R.Br.
- Goodenia incana R.Br.
- Goodenia integerrima Carolin
- Goodenia inundata L.W.Sage & J.P.Pigott
- Goodenia iyouta Carolin
- Goodenia janamba Carolin
- Goodenia jaurdiensis L.W.Sage & K.A.Sheph.
- Goodenia kakadu Carolin
- Goodenia katabudjar Cranfield & L.W.Sage
- Goodenia kingiana Carolin
- Goodenia krauseana Carolin
- Goodenia laevis Benth.
- Goodenia lamprosperma F.Muell.
- Goodenia lanata R.Br.
- Goodenia lancifolia L.W.Sage & Cranfield
- Goodenia larapinta Tate
- Goodenia leiosperma Carolin
- Goodenia lineata J.H.Willis
- Goodenia lobata Ising
- Goodenia lunata J.M.Black
- Goodenia lyrata Carolin
- Goodenia macbarronii Carolin
- Goodenia macmillanii F.Muell.
- Goodenia macroplectra (F.Muell.) Carolin
- Goodenia maideniana W.Fitzg.
- Goodenia malvina Carolin
- Goodenia megasepala Carolin
- Goodenia micrantha Hemsl. ex Carolin
- Goodenia microptera F.Muell.
- Goodenia mimuloides S.Moore
- Goodenia minutiflora F.Muell.
- Goodenia modesta J.M.Black
- Goodenia mueckeana F.Muell.
- Goodenia muelleriana Carolin
- Goodenia nana de Vriese
- Goodenia neglecta (Carolin) Carolin
- Goodenia neogoodenia (C.A.Gardner & A.S.George) Carolin
- Goodenia nigrescens Carolin
- Goodenia nocoleche Pellow & J.L.Porter
- Goodenia nuda E.Pritz.
- Goodenia occidentalis Carolin
- Goodenia ochracea Carolin
- Goodenia odonnellii F.Muell.
- Goodenia ovata Sm.
- Goodenia pallida Carolin
- Goodenia paludicola Carolin
- Goodenia paniculata Sm.
- Goodenia pascua Carolin
- Goodenia peacockiana Carolin
- Goodenia pedicellata L.W.Sage & K.W.Dixon
- Goodenia perryi C.A.Gardner ex Carolin
- Goodenia phillipsiae Carolin
- Goodenia phylicoides F.Muell.
- Goodenia pilosa (R.Br.) Carolin
- Goodenia pinifolia de Vriese
- Goodenia pinnatifida Schltdl.
- Goodenia porphyrea (Carolin) Carolin
- Goodenia potamica Carolin
- Goodenia prostrata Carolin
- Goodenia psammophila L.W.Sage & M.D.Barrett
- Goodenia pterigosperma R.Br.
- Goodenia pulchella Benth.
- Goodenia pumilio R.Br.
- Goodenia purpurascens R.Br.
- Goodenia purpurea (F.Muell.) Carolin
- Goodenia pusilla (de Vriese) de Vriese
- Goodenia pusilliflora F.Muell.
- Goodenia quadrifida (Carolin) Carolin
- Goodenia quadrilocularis R.Br.
- Goodenia quasilibera Carolin
- Goodenia racemosa F.Muell.
- Goodenia ramelii F.Muell.
- Goodenia redacta Carolin
- Goodenia robusta (Benth.) K.Krause
- Goodenia rostrivalvis Domin
- Goodenia rosulata Domin
- Goodenia rotundifolia R.Br.
- Goodenia rupestris Carolin
- Goodenia saccata Carolin
- Goodenia salina L.W.Sage & K.A.Sheph.
- Goodenia salmoniana (F.Muell.) Carolin
- Goodenia scaevolina F.Muell.
- Goodenia scapigera R.Br.
- Goodenia schwerinensis Carolin
- Goodenia sepalosa F.Muell. ex Benth.
- Goodenia sericostachya C.A.Gardner
- Goodenia splendida A.E.Holland & T.P.Boyle
- Goodenia stellata Carolin
- Goodenia stelligera R.Br.
- Goodenia stenophylla F.Muell.
- Goodenia stephensonii F.Muell.
- Goodenia stirlingii F.M.Bailey
- Goodenia stobbsiana F.Muell.
- Goodenia strangfordii F.Muell.
- Goodenia subauriculata C.T.White
- Goodenia suffrutescens Carolin
- Goodenia symonii (Carolin) Carolin
- Goodenia tenuiloba F.Muell.
- Goodenia trichophylla de Vriese ex Benth.
- Goodenia triodiophila Carolin
- Goodenia tripartita Carolin
- Goodenia turleyae L.W.Sage & K.A.Sheph.
- Goodenia varia R.Br.
- Goodenia vernicosa J.M.Black
- Goodenia vilmoriniae F.Muell.
- Goodenia virgata Carolin
- Goodenia viridula Carolin
- Goodenia viscida R.Br.
- Goodenia viscidula Carolin
- Goodenia watsonii F.Muell. & Tate
- Goodenia willisiana Carolin
- Goodenia wilunensis Carolin
- Goodenia xanthosperma F.Muell.
- Goodenia xanthotricha de Vriese